# Vlag van Vorst
De vlag van Vorst is bevestigd door de gemeenteraad als de gemeentelijke vlag van de Brusselse gemeente Vorst. De beschrijving luidt:
Twee even lange banen van groen en van wit.
De kleuren van de vlag komen uit het linkerdeel van het gemeentewapen.
Dit gemeentevlag is identiek aan de vlaggen van Elsene, Koekelberg en Schaarbeek.

Vlag van Elsene
Vlag van Koekelberg
Vlag van Schaarbeek